# Бракель (Німеччина)
Бракель (нім. Brakel) — місто в Німеччині, знаходиться в землі Північний Рейн-Вестфалія. Підпорядковується адміністративному округу Детмольд. Входить до складу району Гекстер.
Площа — 173,74 км2. Населення становить 16 125 ос. (станом на 31 грудня 2020).